# Torghut
Torghut Torgut o Torgud (en mongol Торгууд, "els de la seda") fou una tribu mongola, un dels subgrups (el principal) dels quatre oirats, descendents de la guàrdia personal del governant kerait Wang Khan. El seu nom derivaria de la paraula mongol "torog" que vol dir "seda."
Els torghud apareixen primer com a clan oirat a la meitat del segle xvi. En enfonsar-se la confederació dels Quatre Oirats, la major part dels Torghud sota Kho Orluk es van separar i es van dirigir a l'oest, cap al Volga (1630) formant el nucli principal dels calmucs. Alguns nobles torghuts van seguir a Toro Baikhu Guushi Khan al Koku Nur i van esdevenir part dels mongols superiors. El 1698, 500 torghuts van anar en peregrinació al Tibet i no van poder tornar i foren establerts a Ejen per l'emperador Kangxi de la dinastia Qing o manxú. El 1699 uns 15.000 famílies torghuts van sortir del Volga cap a Jungària on es van unir als khoits. Caigut l'Imperi jungar, un dels seus prínceps, Taiji Shyiren, va fugir a la regió del Volga amb deu mil famílies (1758). A causa de la pressió russa els torghuts van emigrar altre cop cap a Jungària i Mongòlia occidental marxant de manera massiva el 5 de gener de 1771. Els xinesos els van anomenar els "Nous Torghuts" mentre els que havien emigrat el 1699 foren anomenats "Vells Torghuts". No se sap quants van marxar, però s'estima entre 150.000 pel cap baix i 400.000 com a màxim, amb uns sis milions de caps de bestiar incloent camells, cavalls i gossos. A causa de la fam, la set, el fred i els atacs diversos, només uns 85.000 van arribar a destí, i es van establir prop del riu Ejin o Ejen amb permís de l'emperador manxú. Uns 70.000 torghuts es van quedar en territori rus perquè, segons la tradició, no van poder travessar el Volga perquè no s'havia glaçat; aquest grup fou conegut com els kalmyks (romanents, però sembla que el nom ja existia abans d'aquest esdeveniment) que són els calmucs moderns de Rússia, però que abans foren coneguts com a oirats. El 1812 arquers kalmyks (calmucs) o oirats a les ordes del general Mikhaïl Kutúzov, van enfrontar a l'exèrcit napoleònic. El 1906, els manxús van posar als nous torghuts de Mongòlia occidental dins el districte de l'Altai. Un dels prínceps dels nous torghuts es va oposar a la independència de Mongòlia (1911-1912) i es va traslladar al Sinkiang, però la resta va quedar dins la província mongola de Khovd. Els torghuts van ajudar els russos en la seva penetració al Sinkiang. Els que el 1771 es van quedar a Rússia, foren els més afortunats, i el 1930 gaudien d'un estat autònom i havien duplicat el seu nombre. Al dia d'avui els nous torghuts són uns 150.000 al Sinkiang i uns 10.000 a Mongòlia (província de Khovd). El seu nombre a Rússia es calcula en 170.000 persones.

## Llengua
El Torgut o Torghut és un dialecte de la llengua Oirat, parlat a Sinkiang i a l'oest de Mongòlia i a la moderna Kalmykia, on fou la base pel kalmyk literari. És la principal branca de l'oirat i té més parlants que qualsevol dels altres dialectes.